# Xe législature du Parlement valencien
La Xe législature du Parlement valencien est un cycle parlementaire du Parlement valencien, d'une durée de quatre ans, ouvert le 16 mai 2019 à la suite des élections du 28 avril précédent, et clos le 4 avril 2023.

## Bureau du Parlement
| Poste                    | Titulaire           | Parti | Parti     | Circonscription |
| ------------------------ | ------------------- | ----- | --------- | --------------- |
| Président                | Enric Morera        |       | Compromís | Valence         |
| Première vice-présidente | María José Salvador |       | PSOE      | Castellón       |
| Second vice-président    | Jorge Bellver       |       | PP        | Valence         |
| Première secrétaire      | Cristina Cabedo     |       | Unides    | Castellón       |
| Second secrétaire        | Luis Arquillos      |       | Cs        | Valence         |

## Groupes parlementaires
| Nom | Nom               | Début | Fin | Président    | Porte-parole                                                       |
| --- | ----------------- | ----- | --- | ------------ | ------------------------------------------------------------------ |
|     | Groupe socialiste | 27    | 27  | Ximo Puig    | Manolo Mata Ana Barceló (18/05/2022)                               |
|     | Groupe populaire  | 19    | 19  | José Císcar  | Isabel Bonig Eva Ortiz (19/05/2021) María José Catalá (21/09/2021) |
|     | Groupe Ciudadanos | 18    | 13  | -            | Toni Cantó Ruth Merino (30/03/2021) Carmen Peris (18/01/2023)      |
|     | Groupe Compromís  | 17    | 17  | Mónica Oltra | Fran Ferri Papi Robles (18/01/2022)                                |
|     | Groupe Vox        | 10    | 9   |              | Ana Vega                                                           |
|     | Groupe Unides     | 8     | 8   |              | Rubén Martínez Naiara Davó (02/07/2019) Pilar Lima (02/02/2021)    |
|     | Non-inscrits      | -     | 6   | -            | -                                                                  |

## Commissions parlementaires
| Commission                                                                            | Président                     | Parti     | Parti | Circonscription |
| ------------------------------------------------------------------------------------- | ----------------------------- | --------- | ----- | --------------- |
| Commissions permanentes législatives                                                  |                               |           |       |                 |
| Commission de Coordination, d'Organisation et du Régime des institutions valenciennes | Alfred Boix                   | PSPV-PSOE |       | Valence         |
| Commission de Coordination, d'Organisation et du Régime des institutions valenciennes | José Muñoz (21/06/2019)       | PSPV-PSOE |       | Valence         |
| Commission de la Justice, de l'Intérieur et de l'Administration locale                | Toñi Serna                    | PSPV-PSOE |       | Alicante        |
| Commission de la Justice, de l'Intérieur et de l'Administration locale                | Sabina Escrig (01/03/2021)    | PSPV-PSOE |       | Castellón       |
| Commission de l'Éducation et de la Culture                                            | Jesús Pla                     | Compromís |       | Valence         |
| Commission de l'Économie, des Budgets et des Finances                                 | Eva Ortiz                     | PP        |       | Alicante        |
| Commission de l'Industrie, du Commerce, du Tourisme et des Nouvelles technologies     | José Ramón Nadal              | Compromís |       | Alicante        |
| Commission de l'Industrie, du Commerce, du Tourisme et des Nouvelles technologies     | Vicent Marza (27/06/2022)     | Compromís |       | Alicante        |
| Commission de l'Agriculture, de l'Élevage et de la Pêche                              | Emigdio Tormo                 | Cs        |       | Alicante        |
| Commission des Travaux publics, des Infrastructures et des Transports                 | Mercedes Caballero            | PSPV-PSOE |       | Valence         |
| Commission de la Politique sociale et de l'Emploi                                     | Cristina Rodríguez            | Compromís |       | Alicante        |
| Commission de la Santé et de la Consommation                                          | Carlos Laguna                 | PSPV-PSOE |       | Castellón       |
| Commission de l'Environnement, de l'Eau et de l'Aménagement du territoire             | Juan Ignacio Ponce            | Compromís |       | Valence         |
| Commission des Politiques d'égalité de genre et du collectif LGBTI                    | Cristina Cabedo               | Unides    |       | Castellón       |
| Commission de Radiotélévision valencienne et de l'Espace audiovisuel                  | Estefanía Blanes              | Unides    |       | Alicante        |
| Commissions permanentes non-législatives                                              |                               |           |       |                 |
| Commission du Règlement                                                               | Enric Morera                  | Compromís |       | Valence         |
| Commission du Statut des députés                                                      | Enric Morera                  | Compromís |       | Valence         |
| Commission des Pétitions                                                              | Enric Morera                  | Compromís |       | Valence         |
| Commission du Gouvernement intérieur                                                  | Enric Morera                  | Compromís |       | Valence         |
| Commission des Affaires européennes                                                   | Felipe Carrasco               | PP        |       | Valence         |
| Commission spéciale de la Participation citoyenne                                     | Enric Morera                  | Compromís |       | Valence         |
| Commission des Droits de l'Homme                                                      | Vicente Arques                | PSPV-PSOE |       | Alicante        |
| Commission des Droits de l'Homme                                                      | Mercedes Ventura (01/10/2019) | Cs        |       | Castellón       |

## Gouvernement et opposition
| Candidat         | Date                                    | Vote       |      |    |    |           |     |        | Résultat |
| Candidat         | Date                                    | Vote       | PSOE | PP | Cs | Compromís | Vox | Unides | Résultat |
| Ximo Puig (PSOE) | 12 juin 2019 (majorité absolue requise) | Oui        | 27   |    |    | 17        |     | 8      | 52 / 99  |
| Ximo Puig (PSOE) | 12 juin 2019 (majorité absolue requise) | Non        |      | 19 | 18 |           | 10  |        | 47 / 99  |
| Ximo Puig (PSOE) | 12 juin 2019 (majorité absolue requise) | Abstention |      |    |    |           |     |        | 0 / 99   |

## Désignations

### Sénateurs
| Parti     | Parti          | Sénateurs désignés | Voix |
| --------- | -------------- | ------------------ | ---- |
| PSOE      |                | Joan Lerma         | 27   |
| PSOE      | Josefina Bueno |                    | 27   |
| PP        |                | Alberto Fabra      | 19   |
| Cs        |                | Emilio Argüeso     | 17   |
| Compromís |                | Carles Mulet       | 16   |

- Désignation : 26 juin 2019.
- Josefina Bueno (PSOE) est remplacée en juin 2022 par Gloria Isabel Calero Albal avec 45 voix favorables.